# Projekt Kuba

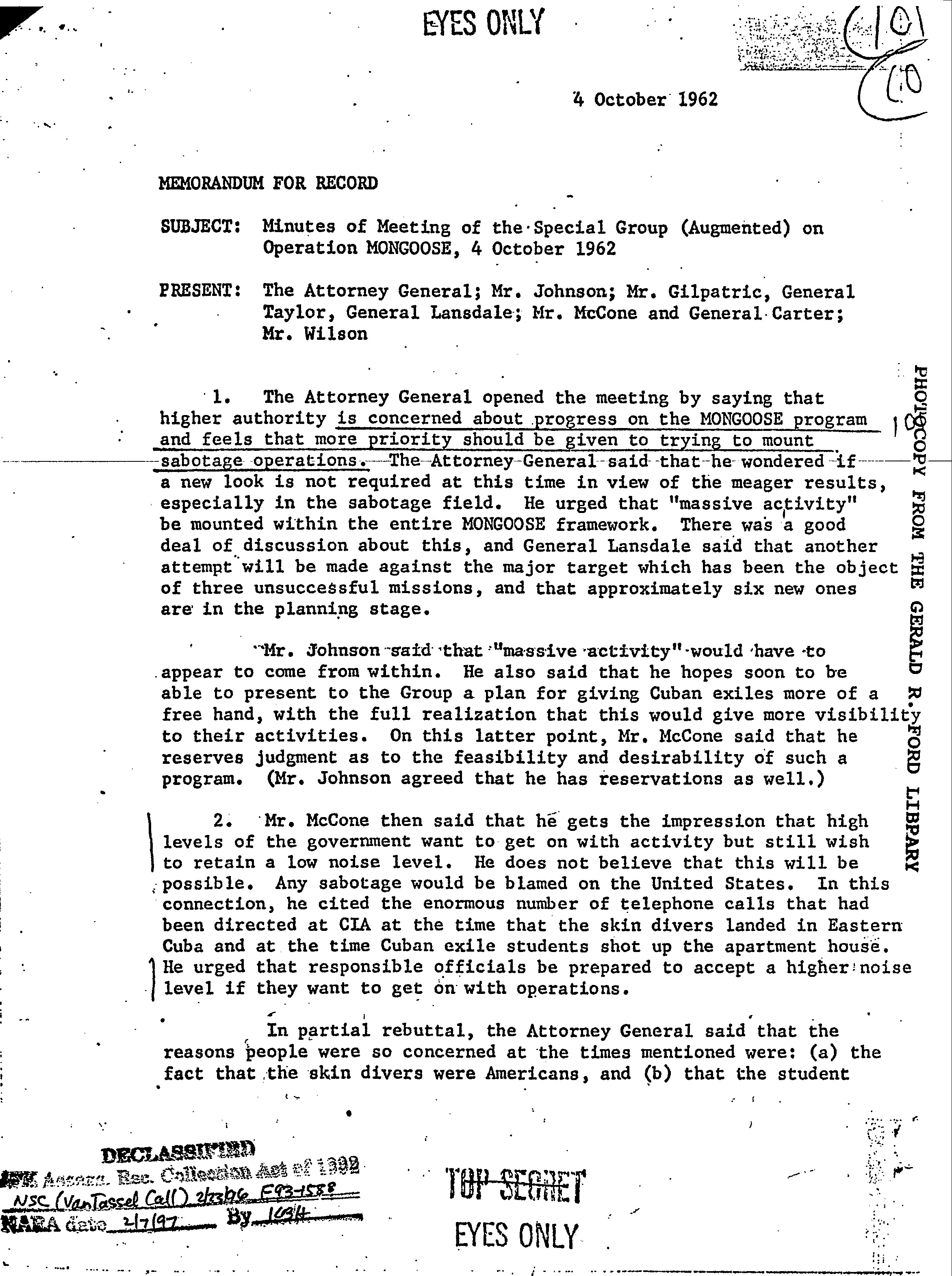
Pierwsza strona z raportu spotkania operacji Mongoose (4 listopada 1962)

Projekt Kuba (znany również jako operacja Mongoose (Mangusta), Special Group lub Special Group Augmented) – tajny program CIA opracowany na początku prezydentury Johna F. Kennedy’ego. Operacja była kierowana przez generała USAF Edwarda Lansdale’a. Głównym bodźcem do powstania programu była nieudana inwazja w Zatoce Świń.
Operacja Mongoose była tajnym programem propagandowym, wojny psychologicznej oraz sabotażu wymierzonego przeciwko Kubie, mającego na celu odsunięcie Fidela Castro od władzy. Według historyka z Harvardu Jorge Domíngueza obalenie Castro było głównym celem administracji Kennedy’ego.
Dokument z Departamentu Stanu potwierdza, że program miał na celu obalenie porewolucyjnego rządu Fidela Castro, podczas buntu który mógł mieć miejsce w październiku 1962. Amerykańscy decydenci chcieli również widzieć „nowy rząd, z którym Stany Zjednoczone mogłyby żyć w pokoju”.
30 listopada 1961 tajne operacje przeciwko komunistycznemu rządowi Fidela Castro zostały autoryzowane przez prezydenta Kennedy’ego.

## Geneza
Od czasu rewolucji kubańskiej oraz umacniania się komunizmu pod przywództwem Fidela Castro rząd Stanów Zjednoczonych był zdecydowany powstrzymać rewolucję socjalistyczną, instalując na Kubie rząd bardziej zgodny z filozofią USA. Po nieudanej inwazji w Zatoce Świń zdecydowano się podjąć bardziej radykalne działania. Została utworzona specjalna komisja w celu poszukiwania sposobów obalenia Castro. Grupa stała się częścią polityki Kennedy’ego, mającej utrzymać komunizm w bezpiecznej odległości od granic USA.
Program opierał się na przeświadczeniu rządu USA o trudnej sytuacji wewnętrznej Kuby. Obawiano się również rozpowszechnienia pokrewnych komunistycznych ruchów w obu Amerykach. Ponadto uważało się, że działania represyjne na Kubie wraz z niepowodzeniem polityki gospodarczej rządu doprowadzą do powstania odpowiedniej atmosfery wśród społeczeństwa kubańskiego, ułatwiającej przeprowadzenie operacji. USA miało wspierać działania opozycji oraz podjudzić społeczeństwo do obalenia rządu lub zamachu na Castro.

## Planowanie

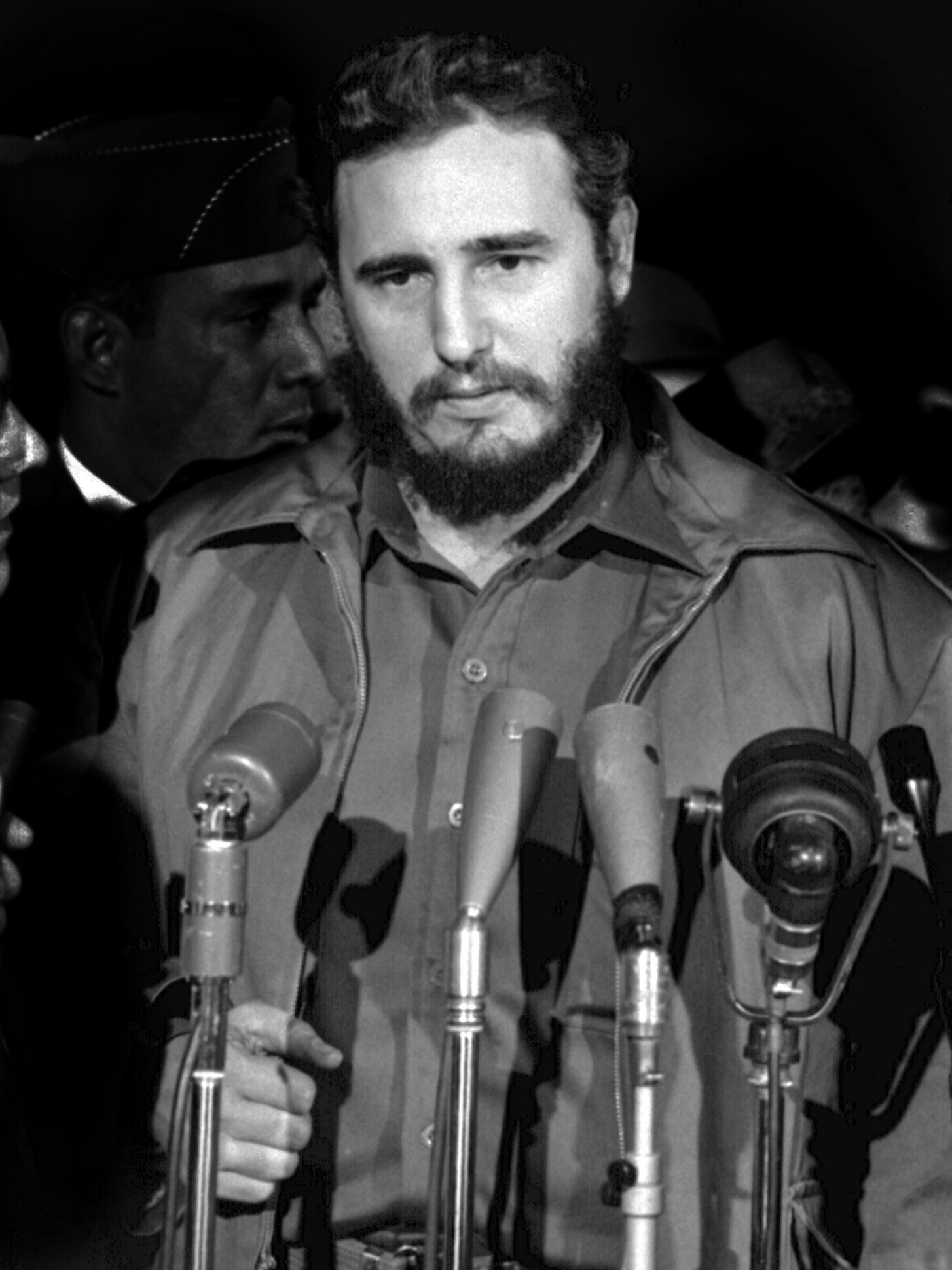
Fidel Castro (1959)

Departament Obrony wspólnie z Kolegium Połączonych Szefów Sztabów pracował nad założeniami operacji, która miała dostarczyć odpowiednie uzasadnienie dla amerykańskiej interwencji wojskowej na Kubie. Zwrócono się do sekretarza obrony, aby pełną odpowiedzialność za projekt przejęło Kolegium wraz z Departamentem Obrony, jednak efektywną kontrolę nad projektem utrzymał prokurator generalny Robert Kennedy.
Program był kierowany przez Edwarda Lansdale’a z Departamentu Obrony i Williama Kinga Harveya z CIA. Lansdale został wybrany ze względu na odniesione sukcesy w zwalczaniu powstania lewicowych partyzantów Hukbalahap na Filipinach oraz doświadczenie w utrzymaniu reżimu Ngô Đình Diệm w Wietnamie. Samuel Halpern był organizatorem oraz koordynatorem działań CIA, armii amerykańskiej, Departamentu Handlu, Skarbu oraz wielu innych instytucji rządowych.
Ponad 30 operacji zostało opracowanych w ramach projektu Kuba, z czego tylko niektóre zostały zrealizowane. Operacje miały zróżnicowane zadania, od działań propagandowych, wymierzonych w gospodarkę i rząd kubański, po wykorzystanie amerykańskich Zielonych Beretów w celu zniszczenia upraw kubańskiego cukru oraz portów.
W 1962 powstała operacja Northwoods, została zaaprobowana przez przewodniczącego Kolegium Połączonych Szefów Sztabów i przedstawiona sekretarzowi obrony Robertowi McNamarze do zatwierdzenia. Plan zakładał przeprowadzenie tajnych operacji pod fałszywą flagą w celu uzasadnienia interwencji na Kubie. Wśród działań mających zapewnić poparcie dla interwencji były prawdziwe jak i symulowane ataki, rzekomo przeprowadzone przez rząd kubański. Prawdziwe lub pozorowane zamachy wymierzone w kubańskich uchodźców, amerykańskie cele militarne, samolot cywilny. Jeden z wariantów planu proponował rozpętanie kampanii terroru kubańskiego na obszarze Miami, innych miast Florydy, a nawet w samym Waszyngtonie.
Projekt Kuba odegrał znaczącą rolę w wydarzeniach poprzedzających Kryzys kubański w 1962. Projekt harmonogramu, składającego się z sześciu faz, został przedstawiony przez gen. Edwarda Lansdale’a 20 lutego 1962. Prezydent John F. Kennedy został poinformowany na temat wytycznych dotyczących programu 16 marca 1962. Lansdale nakreślił założenia skoordynowanego programu politycznego, działań psychologicznych, wojskowych, sabotażowych, operacji wywiadowczych, jak również próby zamachu na kluczowych liderów politycznych. Co miesiąc od czasu prezentacji zmieniano metodę destabilizacji reżimu komunistycznego, od produkowania nieprzychylnych Castro publikacji, zbrojeniu bojowników ugrupowań opozycyjnych, tworzeniu baz partyzanckich na terenie kraju, po przygotowania do październikowej interwencji wojskowej na Kubie.
Powstało wiele indywidualnych planów zamachu na Castro opracowanych przez CIA. Wśród nich była m.in. dyskredytacja w oczach opinii publicznej poprzez skażenie odzieży talem, który spowodowałby wyłysienie dyktatora i utratę słynnej brody; spryskanie studia telewizyjnego środkiem halucynogennym przed wystąpieniem telewizyjnym; nasączenie palonych przez niego cygar substancją powodującą czasowe rozkojarzenie i podanie ich przed wystąpieniem publicznym; zabójstwo poprzez zatrucie jadem kiełbasianym ulubionych cygar Castro, umieszczenie ładunków wybuchowych w butlach służących do nurkowania oraz wiele innych.
Operacja CIA miała bazę w Miami (JMWAVE), wśród innych działań prowadziła również współpracę z lokalną mafią podczas przygotowań do zamachu. William Harvey był jednym z funkcjonariuszy, którzy bezpośrednio zajmowali się sprawą Johna Rosellego (byłego adiutanta Ala Capone).
Według profesora historii Stephena Rabe’a raporty z Church Committee wskazują, że od czerwca 1963 administracja Kennedy’ego zintensyfikowała działania przeciwko Kubie. CIA nasiliła akcje propagandowe, presję gospodarczą oraz akty sabotażu wymierzone w obiekty jak i konkretne osoby. Jako jeden z przykładów przytoczone jest odnalezienie w Paryżu Rolando Cubela Secadesa, byłego bliskiego współpracownika Fidela Castro. Po rewolucji ich drogi rozeszły się. CIA odniosła sukces, nakłaniając Secadesa do przeprowadzenia zamachu przy pomocy długopisu, z którego wysuwała się zatruta igła. W tym czasie CIA otrzymała pozwolenie na 13 dużych operacji na Kubie, w tym ataki na elektrownie, rafinerie oraz cukrownie. Według Rabe’a administracja Kennedy’ego nie wykazała zainteresowania wezwaniami Castro do zaprzestania kampanii sabotażu i terroryzmu przeciwko Kubie. Rabe przytacza dokumenty proponujące rajdy typu „uderz i uciekaj” oraz ataki bojówek z Bahamów, wyposażonych w broń przez USA.
Historyk Harvardu Jorge Domínguez, opisując zakres operacji Mongoose, przytacza akcje sabotażowe na mosty kolejowe, zbiorniki ropy naftowej, rafinerie, elektrownie, tartaki, a także pływające żurawie. Domínguez stwierdza, że tylko raz w tysiącach stron dokumentacji natknął się na coś, co wyglądało na jeden słaby moralny sprzeciw wobec sponsorowania przez rząd Stanów Zjednoczonych aktów terroryzmu.

## Wykonanie
Projekt Kuba pierwotnie miał się zakończyć w październiku 1962 podczas sprowokowanego przez operacje otwartego buntu i próby obalenia reżimu komunistycznego. W tym czasie był to szczyt kryzysu kubańskiego, w którym Stany Zjednoczone i Związek Radziecki znalazły się niepokojąco blisko wojny atomowej. W odpowiedzi na kryzys operacja została zawieszona 30 października 1962, gdy 3 z 10 sześcioosobowych zespołów sabotażowych znalazły się na wyspie.
Według Domíngueza Kennedy nakazał wstrzymać operację Mongoose w obawie przed eskalacją kryzysu kubańskiego, wracając po kryzysie do polityki terroryzmu wymierzonego przeciwko Kubie. Według Noama Chomsky'ego akcje terrorystyczne były nadal prowadzone podczas kryzysu kubańskiego. Jak zauważa Chomsky, operacja została formalnie zawieszona dopiero 30 października, kilka dni po porozumieniu Kennedy’ego i Chruszczowa.
Peter Kornbluh, starszy analityk w National Security Archive na Uniwersytecie George’a Washingtona, zwrócił uwagę, że bezpośrednio po pierwszym spotkaniu Komitetu Wykonawczego Rady Bezpieczeństwa Narodowego Stanów Zjednoczonych (EXCOMM) na temat kryzysu rakietowego prokurator generalny Robert Kennedy zwołał posiedzenie kierownictwa operacji Mongoose, wyrażając na nim rozczarowanie z wyników operacji oraz zapowiedź zmian personalnych w przyszłości. Kornbluh oskarża Roberta Kennedy’ego o przyjęcie „najracjonalniejszej pozycji, w najbardziej wyjątkowym kryzysie w historii polityki zagranicznej Stanów Zjednoczonych”, zaznaczając „nie mówiąc o oczywistym, na rany Chrystusa, mamy kryzys nuklearny, a Bobby chce coś wysadzać”.

## Zamachy na Castro
Powstało wiele pomysłów na zabójstwo Castro podczas operacji Mongoose. Najbardziej niesławnym pomysłem CIA była podmiana dostawy ulubionych cygar Castro na bardzo podobne i śmiercionośne „eksplodujące cygara”. Chociaż wiele źródeł podaje, że to fakt, co najmniej jedno twierdzi, że jest to po prostu mit. Inne sugerują, że cała historia miała swoje początki w CIA, ale nigdy nie była poważnie brana pod uwagę. Jeszcze inne podają, że CIA celowo stworzyła tak „głupi” pomysł w celu zmylenia ochrony oraz zmuszenia jej do poszukiwań najbardziej irracjonalnych możliwości przeprowadzenia zamachu, jednocześnie dyskredytując pogłoski o planach wobec Castro.
Inne plany przypisane CIA to m.in.: zatrucie cygar (pudełko śmiercionośnych cygar zostało rzeczywiście przygotowane i dostarczone do Hawany); muszle eksplodujące podczas nurkowania; ofiarowany w prezencie kombinezon do nurkowania skażony szkodliwymi bakteriami, zarodkami pleśni, substancjami chemicznymi, zanieczyszczenie automatu oddechowego prątkami gruźlicy, skażenie chusteczek, herbaty, kawy innymi śmiercionośnymi bakteriami, a także różne inne przedmioty, takie jak wieczne pióro, a nawet lody.
W 1975 Church Committee potwierdził co najmniej osiem odrębnych planów CIA. Fabian Escalante, długoletni ochroniarz Castro, twierdzi, że odbyło się 638 odrębnych zamachów na życie Castro.
Wobec słabości amerykańskiej agentury na Kubie CIA miała zwrócić się o pomoc do mafii. W październiku 1961 ogólnikowo przedstawiony plan zabicia Castro przy pomocy mafii zaaprobował dyrektor CIA. Sprawy zamachu nie konsultowano jednak w obrębie Komitetu Bezpieczeństwa Narodowego lub Grupy Specjalnej. Realizacją planu zajął się James O’Connell, szef Biura Zaopatrzenia CIA i były współpracownik FBI. Wynajął on prywatnego detektywa i również byłego pracownika FBI Roberta A. Maheu, który skontaktował się z Johnnym Rosellim, dawnym właścicielem kasyna w Hawanie. Roselli za pośrednictwem szefa mafii w Chicago Momo Salvatore Giancana nawiązał kontakt z byłym szefem syndykatu w Hawanie Santosem Trafficante. Ludzie ci zgodzili się na zaproponowaną im zapłatę w wysokości 150 tys. dol. i w styczniu 1962 spreparowane przez CIA pigułki, zawierające jad kiełbasiany, zostały wysłane do zamachowca mającego otruć Fidela Castro. Nie zdołano jednak tego zrobić, ponieważ według wyjaśnień Rosellego pierwszy z zabójców stracił pracę i tym samym dostęp do Castro, a w drugim przypadku w kwietniu 1962 przywódca kubański przestał odwiedzać restaurację, w której planowano go otruć. Cała sprawa zaczęła się kojarzyć O’Conellemu z komedią, gdy FBI doniosła, że Giacanta opowiadał przyjaciołom o swoim zleceniu, a ryzyko dalszych przecieków oraz możliwość szantażu stały się całkiem realne. Później pojawiły się podejrzenia, że ludzie mafii mogli oszukać CIA. Sugerowano nawet, iż Trafficante był informatorem opłacanym przez rząd kubański.